# Тапаський район
Та́паський район (ест. Tapa rajoon, рос. Тапаский район) — адміністративно-територіальна одиниця Естонської РСР з 26 вересня 1950 до 28 березня 1962 року.

## Географічні дані
Площа району станом на 1955 рік — 1278,2 км2, чисельність населення на 15 січня 1959 року становила 23 126 осіб.
Адміністративний центр — місто Тапа.

## Історія
26 вересня 1950 року в процесі скасування в Естонській РСР повітового та волосного адміністративного поділу утворений Тапаський сільський район, який безпосередньо підпорядковувався республіканським органам. До складу новоутвореного району ввійшли місто районного підпорядкування Тапа, селище міського типу Амбла, курортне селище Аеґвійду та 17 сільських рад: Амбласька, Янедаська, Рооснаська, Аеґвійдуська, Аруська, Легтсеська, Тапаська, Араветеська, Ярва-Мадізеська, Пеедуська, Круузімяе-Кадапікуська, Неерутіська, Пакіто-Сорґіська, Удріку-Тугаська, Арбавереська, Вогньяська, Саксіська.
Після прийняття 3 травня 1952 року рішення про поділ Естонської РСР на три області Тапаський район включений до складу Талліннської області. Проте вже 28 квітня 1953 року області в Естонській РСР були скасовані і в республіці знов повернулися до республіканського підпорядкування районів.
20 березня 1954 року відбулася зміна кордонів між районами Естонської РСР, зокрема Тапаський район отримав 50,64 га від Пайдеського району.
17 червня 1954 року розпочато в Естонській РСР укрупнення сільських рад, після чого в Тапаському районі замість 17 залишилися 10 сільрад: Албуська, Аеґвійдуська, Амбласька, Араветеська, Янедаська, Кадрінаська, Легтсеська, Пиймаська, Саксіська та Вогньяська.
3 вересня 1960 року в Тапаському районі ліквідована Пиймаська сільрада, а її територія поділена між Вогньяською, Кадрінаською та Саксіською сільрадами того ж району.
28 березня 1962 року скасовано Тапаський район, територія якого приєднана до Пайдеського району.

## Адміністративні одиниці
| Сільрада               | 1950 | 1954 | 1954 | 1960 | 1962 |
| ---------------------- | ---- | ---- | ---- | ---- | ---- |
| Аеґвійдуська           |      |      |      |      |      |
|                        |      |      |      |      |      |
|                        |      |      |      |      |      |
| Албуська               |      |      |      |      |      |
|                        |      |      |      |      |      |
|                        |      |      |      |      |      |
| Амбласька              |      |      |      |      |      |
|                        |      |      |      |      |      |
|                        |      |      |      |      |      |
| Араветеська            |      |      |      |      |      |
|                        |      |      |      |      |      |
|                        |      |      |      |      |      |
| Арбавереська           |      |      |      |      |      |
|                        |      |      |      |      |      |
|                        |      |      |      |      |      |
| Аруська                |      |      |      |      |      |
|                        |      |      |      |      |      |
|                        |      |      |      |      |      |
| Вогньяська             |      |      |      |      |      |
|                        |      |      |      |      |      |
|                        |      |      |      |      |      |
| Кадрінаська            |      |      |      |      |      |
|                        |      |      |      |      |      |
|                        |      |      |      |      |      |
| Круузімяе-Кадапікуська |      |      |      |      |      |
|                        |      |      |      |      |      |
|                        |      |      |      |      |      |
| Легтсеська             |      |      |      |      |      |
|                        |      |      |      |      |      |
|                        |      |      |      |      |      |

| Сільрада         | 1950 | 1954 | 1954 | 1960 | 1962 |
| ---------------- | ---- | ---- | ---- | ---- | ---- |
| Неерутіська      |      |      |      |      |      |
|                  |      |      |      |      |      |
|                  |      |      |      |      |      |
| Пакіто-Сорґіська |      |      |      |      |      |
|                  |      |      |      |      |      |
|                  |      |      |      |      |      |
| Пеедуська        |      |      |      |      |      |
|                  |      |      |      |      |      |
|                  |      |      |      |      |      |
| Пиймаська        |      |      |      |      |      |
|                  |      |      |      |      |      |
|                  |      |      |      |      |      |
| Рооснаська       |      |      |      |      |      |
|                  |      |      |      |      |      |
|                  |      |      |      |      |      |
| Саксіська        |      |      |      |      |      |
|                  |      |      |      |      |      |
|                  |      |      |      |      |      |
| Тапаська         |      |      |      |      |      |
|                  |      |      |      |      |      |
|                  |      |      |      |      |      |
| Удріку-Тугаська  |      |      |      |      |      |
|                  |      |      |      |      |      |
|                  |      |      |      |      |      |
| Янедаська        |      |      |      |      |      |
|                  |      |      |      |      |      |
|                  |      |      |      |      |      |
| Ярва-Мадізеська  |      |      |      |      |      |
|                  |      |      |      |      |      |
|                  |      |      |      |      |      |

## Керівництво району
Перші секретари районного комітету КПЕ
- 1961—1962  Гаральд Олександрович Мяннік[et] (Harald Aleksandri p. Männik)[12]

## Друкований орган
23 травня 1951 року тричі на тиждень почала виходити газета «Edasi Kommunismile» («Едазі Коммунісміле», «Вперед до Комунізму»), друкований орган Тапаського районного комітету комуністичної партії Естонії та Тапаської районної ради депутатів трудящих. Останній номер вийшов 31 березня 1962 року.